# Nejdůležitější muž
Nejdůležitější muž (v anglickém originále The Most Important Man) je opera o třech dějstvích italsko-amerického skladatele Giana Carla Menottiho na vlastní libreto z roku 1971. Poprvé ji uvedla dne 12. března 1971 New York City Opera v State Theater v newyorském Lincoln Center for the Performing Arts (předpremiéra se konala 7. března).

## Charakteristika a historie opery
Námětem opery je kolonialismus a rasismus a Menotti tak v ní pokračoval v eticky angažované linii své tvorby (jako Konzul, Svatá z Bleecker Street a Maria Golovin). Sám ji považoval i za jednu ze svých nejlepších oper, kritický ohlas na první inscenaci však byl vesměs negativní. I pozitivně naladěná kritika zmiňuje obvyklou výtku, že „[v] této nové opeře se stěží nalezne pasáž, která by zarazila v partituře Pucciniho“, stejně jako jeho „beznadějně dětinskou zápletku“ a sklon k pompéznosti, ale uznává, že Menotti „má to, co měl Puccini, totiž schopnost zorganizovat všechny své zdroje – jak vokální, tak instrumentální – tak, aby celé dílo vyznělo větší než souhrn jeho částí.“
Menotti poté operu mírně revidoval a přeložil do italštiny; premiéra této verze se konala 17. ledna 1972 v divadle Teatro Comunale „Giuseppe Verdi“ v italském Terstu. Ani tato verze se však na repertoáru neprosadila.

## Osoby a první obsazení
| Osoba                                                                    | hlasový obor            | světová premiéra (7/12.3.1971) |
| ------------------------------------------------------------------------ | ----------------------- | ------------------------------ |
| Profesor Otto Arnek                                                      | dramatický tenor        | Harry Theyard                  |
| Leona, jeho žena                                                         | mezzosoprán             | Beverly Wolff                  |
| Cora, její dcera                                                         | lyrický soprán          | Joanna Bruno                   |
| Toimé Ukamba, černošský vědec                                            | dramatický baryton      | Eugene Holmes                  |
| Erik, vědec, Arnekův asistent                                            | tenor                   | Richard Stilwell               |
| Profesor Klement                                                         | tenor                   | John Lankston                  |
| Profesor Risselberg (Rüsselberg)                                         | baryton                 | Joaquin Romaguera              |
| Profesor Bolental (Bohlental)                                            | bas                     | Thomas Jamerson                |
| Profesor Grippel                                                         | bas buffo               | Don Yule                       |
| Madame Agebda Akwaai                                                     | dramatický soprán / alt | Delores Jones                  |
| Státní podtajemník, vojáci, policisté, černošské a bělošské obyvatelstvo |                         |                                |
| Dirigent:                                                                | Dirigent:               | Christopher Keene              |
| Režie:                                                                   | Režie:                  | Gian Carlo Menotti             |
| Výprava:                                                                 | Výprava:                | Oliver Smith                   |

## Instrumentace
Dvě flétny a pikola, dva hoboje a anglický roh, dva klarinety a basklarinet, dva fagoty a kontrafagot, čtyři lesní rohy, tři trubky, tři pozouny, tuba, tympány, dvě bicí soupravy, harfa, klavír, varhany, smyčce.

## Děj opery
Odehrává se v africké zemi, kde vládnou běloši, v současnosti (tj. kolem roku 1970).

### 1. dějství
Do laboratoře významného vědce prof. Otto Arneka se vloupal černošský muž a je profesorem přistižen. Ukáže se, že „lupičem“ je jeho bývalý talentovaný žák Toimé Ukamba. Před lety jej Arnek pod společenským tlakem propustil a nahradil bělošským asistentem Erikem. Mladý Ukamba, které snil o tom, že se stane „nejdůležitějším mužem na světě“, pak marně hledal po všech koutech zeměkoule, včetně Spojených států, místo odpovídající jeho vzdělání a schopnostem. Musel se přitom živit příležitostnými pracemi a krádežemi. Arnek nyní lituje, jak se k Ukambovi zachoval, a nabízí mu, aby u něj zůstal, protože se chystá na významný výzkumný projekt.

### 2. dějství
Ukamba tedy zůstal u Arneka, ale pod podmínkou, že bude bydlet přímo v jeho domě. To všem vzbuzuje značné pohoršení mimo jiné u profesorovy manželky Leony, u asistenta Erika a u celého sousedstva; jen profesorova dcera Cora je mu nakloněna. Od jeho návratu uplynulo už několik let a mezitím v rámci profesorova výzkumu Ukamba objevil vzorce, které jsou schopny zcela změnit lidský život. – Profesor Arnek o významných objevech nadšeně zpravuje své vědecké kolegy, ale zdráhá se je vydat vládě, v niž nemá důvěru. Když pak ještě uvede, že objevy pocházejí ve skutečnosti od jeho černošského žáka a že tedy on je tím „nejdůležitějším člověkem,“ dosahuje veřejné pohoršení vrcholu.

### 3. dějství
Leona sděluje svému manželovi novinu, že Cora je těhotná a že otcem dítěte je Ukamba. Profesor, který po celou dobu držel nad černošským vědcem ochrannou ruku, mu vyčítá zradu; navíc se bojí, že Ukamba výsledky práce prozradí. Profesorovo okolí intenzivně pracuje na Ukambově odstranění, on sám se rezignovaně zcela stahuje do ústraní a předává číslo od trezoru, v němž jsou vzorce ukryty, asistentovi Erikovi. Ten se chystá papíry odcizit, je však při tom překvapen Ukambou a v následující šarvátce přijde o život. Toimé a Cora chtějí uprchnout, jsou však dostiženi policií. Ukamba papíry zničí a je při tom policisty zastřelen.